# Игрок (телесериал)
«Игро́к» (англ. The Player) — американский драматический криминальный игровой телесериал, созданный Джоном Роджерсом и Джоном Фоксом, премьера которого состоялась на телеканале «NBC» 24 сентября 2015 года. Главные роли в телесериале исполнили Филип Уинчестер и Уэсли Снайпс.
19 ноября 2015 года было объявлено о закрытии сериала после одного сезона.

## Производство
NBC заказал пилотный эпизод шоу, которое тогда ещё называлось «Конец игры» (англ. Endgame) 8 мая 2015 года. Из-за низких рейтингов количество эпизодов шоу было сокращено до девяти (первоначально было заказано тринадцать эпизодов), а производство сериала было прекращено после завершения съёмок девятого эпизода. Ещё до этого компания Sony продала права на показ сериала дистрибьютерам на ста пяти международных территориях.

## В ролях

### Основной состав
- Филип Уинчестер — Алекс Кейн, игрок
- Чарити Уэйкфилд — Кассандра Кинг, дилер
- Дэймон Гуптон — Кэл Браун, детектив из полиции Лас-Вегаса
- Уэсли Снайпс — мистер Исайя Джонсон, распорядитель казино

### Второстепенный состав
- Дэйзи Беттс — Вирджиния «Джинни» Ли, бывшая жена Алекса
- Ник Уэкслер — Ник, парень Кассандры
- Ричард Раундтри — судья Сэмюэл Леттс

## Эпизоды
| № | Название                                | Режиссёр           | Автор сценария                                                | Дата премьеры    | Зрители в США (млн) |
| - | --------------------------------------- | ------------------ | ------------------------------------------------------------- | ---------------- | ------------------- |
| 1 | «Pilot» «Пилот»                         | Бхарат Наллури     | История: Джон Роджерс и Джон Скотт Телесценарий: Джон Роджерс | 24 сентября 2015 | 4,68                |
| 2 | «Ante Up» «Ставки подняты»              | Майкл Дж. Бассетт  | Джим Камполонго                                               | 1 октября 2015   | 4,58                |
| 3 | «L.A. Takedown» «Взятие Лос-Анджелеса»  | Билл Джонсон       | Ви Джей Бойд                                                  | 8 октября 2015   | 4,43                |
| 4 | «The Big Blind» «Большой блайнд»        | Оз Скотт           | Джессика Грасл                                                | 15 октября 2015  | 3,99                |
| 5 | «House Rules» «Правила хауса»           | Майкл Дж. Бассетт  | Аманда Сегел                                                  | 22 октября 2015  | 4,15                |
| 6 | «The Norseman» «Норвежец»               | Стивен А. Адальсон | Ник Антоска                                                   | 29 октября 2015  | 3,87                |
| 7 | «A House Is Not a Home» «Хаус — не дом» | Ник Копус          | Си Джей Ходжес                                                | 5 ноября 2015    | 3,22                |
| 8 | «Downtown Odds» «Шансы даунтауна»       | Брэд Таненбаум     | Майк Островски                                                | 12 ноября 2015   | 3,44                |
| 9 | «Tell» «Сигнал»                         | Бобби Рот          | Патрик Массетт и Джон Цинман                                  | 19 ноября 2015   | 3,41                |

## Отзывы критиков
На сайте-агрегаторе Rotten Tomatoes шоу имеет 36 % «свежести» со средним рейтингом 4,1/10, что основано на 45-ти отзывах. Критический вердикт сайта гласит: «Заковыристый сюжет „Игрока“ портит актёрский состав, не привнося ничего оригинального в шоу». На Metacritic сериал получил 43 балла из ста на основе 25-ти «смешанных или средних» обзоров критиков.